# Eleccions legislatives portugueses de 1985
Les eleccions legislatives portugueses de 1985 es van celebrar el 6 d'octubre de 1985, i hi va guanyar, amb una petita majoria, el partit de centredreta PSD, liderat per Cavaco Silva, que serà nomenat Primer Ministre de Portugal, càrrec que va mantenir fins al 1995.
Una sorpresa fou el resultat del PRD, recentment fundat, que aconseguí poc més d'1 milió de vots i 45 escons.
Els líders dels cinc partits més votats foren:
- APU, Álvaro Cunhal.
- PS, Almeida Santos.
- PRD, Hermínio Martinho.
- PSD, Cavaco Silva.
- CDS, Francisco Lucas Pires.

## Resultats
| ' | ' |

| ' | ' |

| ' | ' |

| ' | ' |

| ' | ' |

| ' | ' |

| ' | ' |

| ' | ' |

| ' | ' |

| ' | ' |

| ' | ' |

| ' | ' |

| ' | ' |

| ' | ' |

| ' | ' |

| ' | ' |

| ' | ' |

| ' | ' |

| ' | ' |

| ' | ' |

| ' | ' |

| ' | ' |

| ' | ' |

| ' | ' |

| ' | ' |

| ' | ' |

| ' | ' |

| ' | ' |

## Conseqüències
Aníbal Cavaco Silva va formar un govern compromès a dur a terme reformes estructurals en l'administració i direcció econòmica del país amb lleis marcades per l'entrada de Portugal a la Comunitat Econòmica Europea. Tanmateix, les reformes per les quals apostava van trobar una ferma oposició a l'Assemblea de la República on el Partit Renovador Democràtic de l'expresident de la República António Ramalho Eanes, va presentar una moció de censura el 3 d'abril de 1987, aprovada amb els vots del Partit Socialista (PS), el Partit Comunista Portuguès (PCP) i el Moviment Democràtic Portuguès (MDP/CDE) i com a conseqüència, el govern va caure i el president de la República Mário Soares va dissoldre l'Assemblea i convocar eleccions per al 19 de juliol, que guanyaria el Partit Socialdemòcrata per majoria absoluta.